# Apleurotropis sivadasani
Apleurotropis sivadasani är en stekelart som beskrevs av Surekha och T.C. Narendran 1992. Apleurotropis sivadasani ingår i släktet Apleurotropis och familjen finglanssteklar. Inga underarter finns listade i Catalogue of Life.